# Museu Nacional Soares dos Reis
El Museu Nacional Soares dos Reis (acrònim MNSR) és un museu d'art que es troba a Porto (Portugal). Com a museu nacional, depèn de la Direcció General de Patrimoni Cultural del govern portuguès.

## Història
Es considera el primer museu públic d'art que va existir a Portugal. Va ser creat l'any 1833 i institucionalitzat tres anys després. El seu nom original era Museu de pintures, gravats i objectes artístics. El 1839 la seva gestió va ser confiada a l'Acadèmia de Belles Arts de Porto. Arran de la proclamació de la república portuguesa (1910) va passar a denominar-se Museu Soares dos Reis, en referència al destacat escultor Antonio Soares dos Reis (1847-1889), El 1932 esdevingué Museu Nacional i va incorporar a les seves col·leccions les de l'antic Museu Municipal de Porto. La inauguració oficial del museu en aquesta nova etapa va tenir lloc l'any 1942.
Des del 1951 el Museu també gestiona la Casa Museu Fernando de Castro
L'any 2001 es va dur a terme una completa remodelació de l'equipament

## Edifici

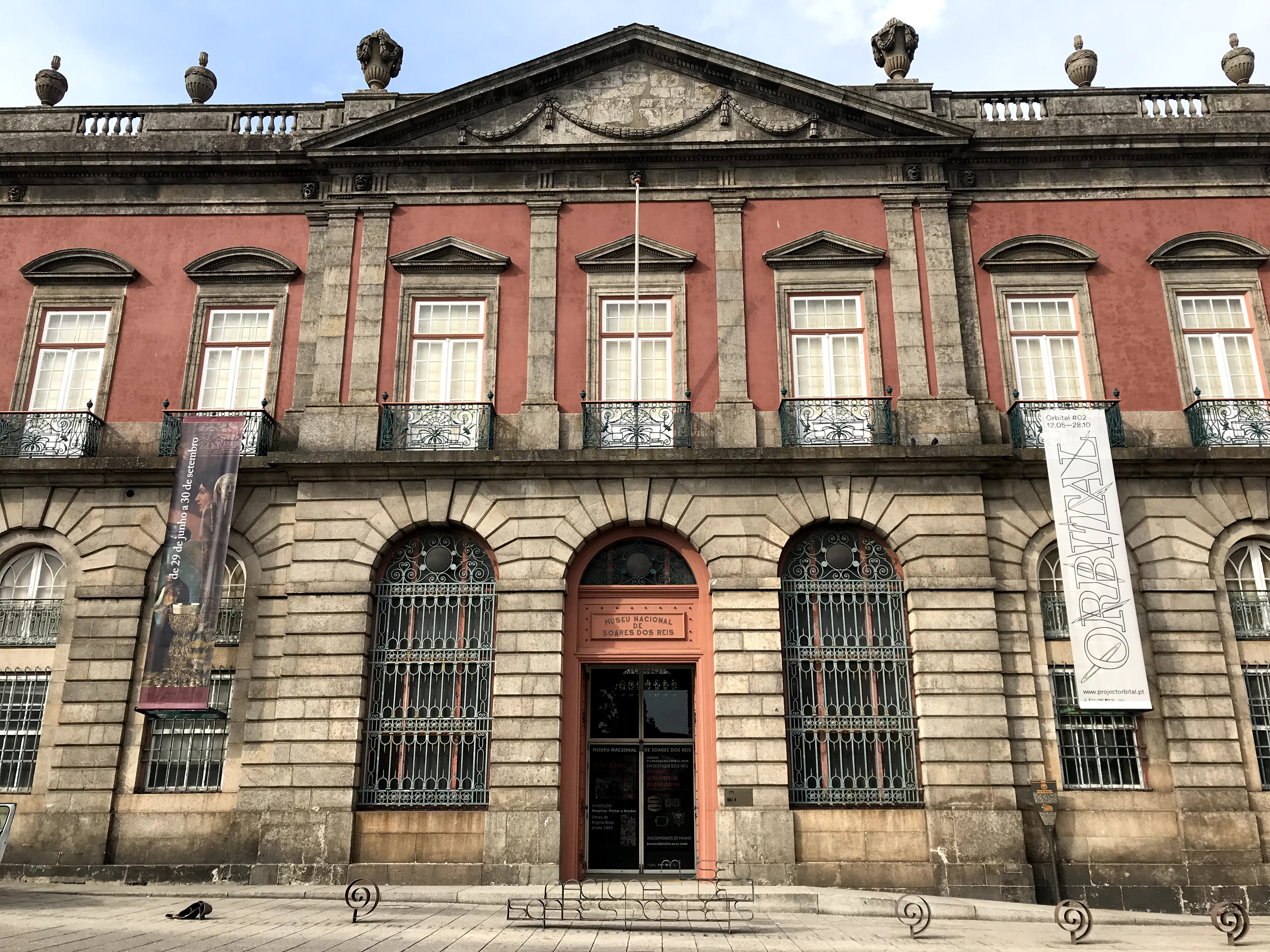
El palau Carrancas, seu del MSNR

Des de 1932 té la seva seu al Palau Carrancas, edifici d'estil classicista construït a finals del segle XVIII per la família Morais e Castro, que hi va residir però que també hi va instal·lar la seva fabrica d'argenteria. Venut per la família propietària el 1862, va esdevenir patrimoni de la monarquia i serví com a residència reial.

## Col·leccions

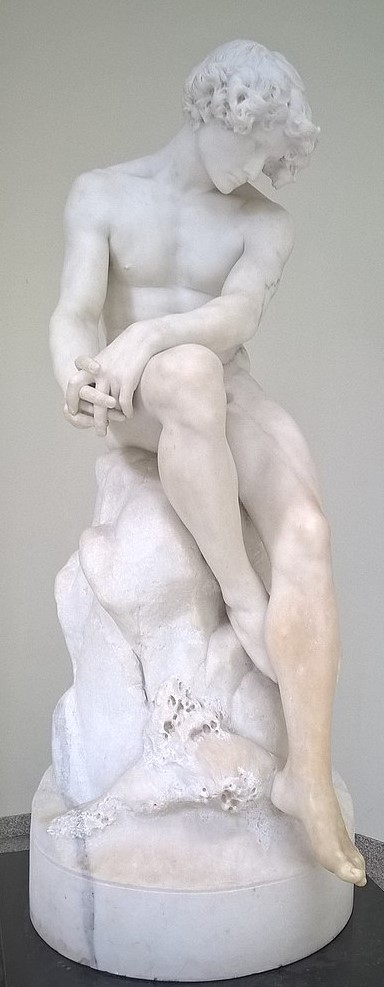
O Desterrado (l'exiliat) d'Antonio Soares dos Reis, 1872

Ofereixen una visió panoràmica de la producció artística local, amb especial èmfasi en els corrents del segle XIX i començaments del segle xx. Hi son àmpliament representats l'academicisme, el romanticisme, el realisme i el naturalisme, les influencies de l'impressionisme i el postimpressionisme, com també el simbolisme i la modernitat. Al final de la dictadura el museu es va obrir als corrents artístics innovadors del moment i va acollir un Centre d'Art Contemporani (CAC), primer intent de crear una col·lecció publica d'art contemporani a Portugal (1975).
Com és lògic, l'obra de l'escultor Antonio Soares dos Reis (1847-1889) hi té reservat un espai preferent. Durant la seva etapa com a becari a Roma, Soares va realitzar l'obra que el va consagrar, O Desterrado (l'exiliat) datada el 1872 i exposada al Museu. De retorn a Portugal va realitzar, sobretot, retrats com el del Comte de Ferreira (1876), conservat al MNSR. A Porto també hi ha obra seva a l'edifici de la Borsa. Es igualment obra de Soares el monument a Alfons Henriques que es troba a Guimaraes. Deixeble de Soares dos Reis va ser l'escultor Antonio Teixeira Lopes, igualment representat al Museu i autor del monument dedicat a Soares que es troba a Vila Nova de Gaia.
El MNSR conté un lapidari a l'exterior (on es recorda l'antic velòdrom de la ciutat, ubicat en aquest indret) i col·leccions d'arts decoratives, principalment ceràmica portuguesa del segle XVI endavant.
Hi ha sales dedicades a la celebració d'exposicions temporals.